# Власовская (Московская область)
Власовская — деревня в муниципальном округе Егорьевск Московской области России.

## География
Деревня Власовская расположена в северо-восточной части муниципального округа Егорьевск, примерно в 9 километрах к северо-востоку от города Егорьевск. По северной окраине деревни протекает река Цна. Высота над уровнем моря 139 метров.

## История
До революции 1917 года в России различали два населённых пункта: село Власовское и деревню Власовскую, расположенные рядом - в полуверсте друг от друга. «Село Власовское, Ново-Егорьевское тож, имело население, состоящее из разночинцев и священно-церковнослужителей» (21 семья, 107 человек). Деревня Власовская была населена крестьянами, до отмены крепостного права в России относившимися к разряду государственных крестьян. После 1861 года деревня и село вошли в состав Поминовской волости Егорьевского уезда. Приход находился в селе Ново-Егорьевском (оно же Власовское).
В 1926 году деревня входила в Власовский сельсовет Поминовской волости Егорьевского уезда.
До 1994 года Власовская входила в состав Саввинского сельсовета Егорьевского района, а в 1994—2006 годы — Саввинского сельского округа.
До 2015 года входила в состав сельского поселения Саввинское.
В 2015 году вошла в состав городского округа Егорьевск, образованного в том же году путем упразднения Егорьевского района и объединения всех его поселений в единый городской округ.

## Демография
В 1885 году в деревне проживало 268 человек, в 1905 году — 309 человек (163 мужчины, 146 женщин), в 1926 году — 152 человека (68 мужчин, 84 женщины). По переписи 2002 года — 26 человек (12 мужчин, 14 женщин). Население — 26 человек (2010).
| 1859 | 1868 | 1885 | 1905 | 1926 | 2002 | 2006 |
| ---- | ---- | ---- | ---- | ---- | ---- | ---- |
| 164  | ↗186 | ↗268 | ↗309 | ↘152 | ↘26  | →26  |
| 2010 |      |      |      |      |      |      |
| →26  |      |      |      |      |      |      |